# Zenkei Shibayama
Pour les articles homonymes, voir Shibayama (homonymie).
Zenkei Shibayama (柴山 全慶, Shibayama Zenkei, 30 novembre 1894 - 29 août 1974), ancien abbé Nanzen-ji, est un maître rinzai japonais bien connu pour son commentaire du Mumonkan. Un de ses étudiants les plus connus est Keidō Fukushima (en), abbé du Tōfuku-ji. Shibayama enseigne également à l'université Ōtani. Il est l'abbé chef de l'ensemble de l'organisation Nanzen-ji et à ce titre supervise l'administration de plus de cinq cents temples,.
En raison d'un certain nombre de tournées de conférences qu'il a entreprises aux États-Unis dans les années 1960 et de la traduction de plusieurs de ses livres en anglais, Shibayama a grandement contribué à l'établissement du bouddhisme zen en Amérique.